# Panamax

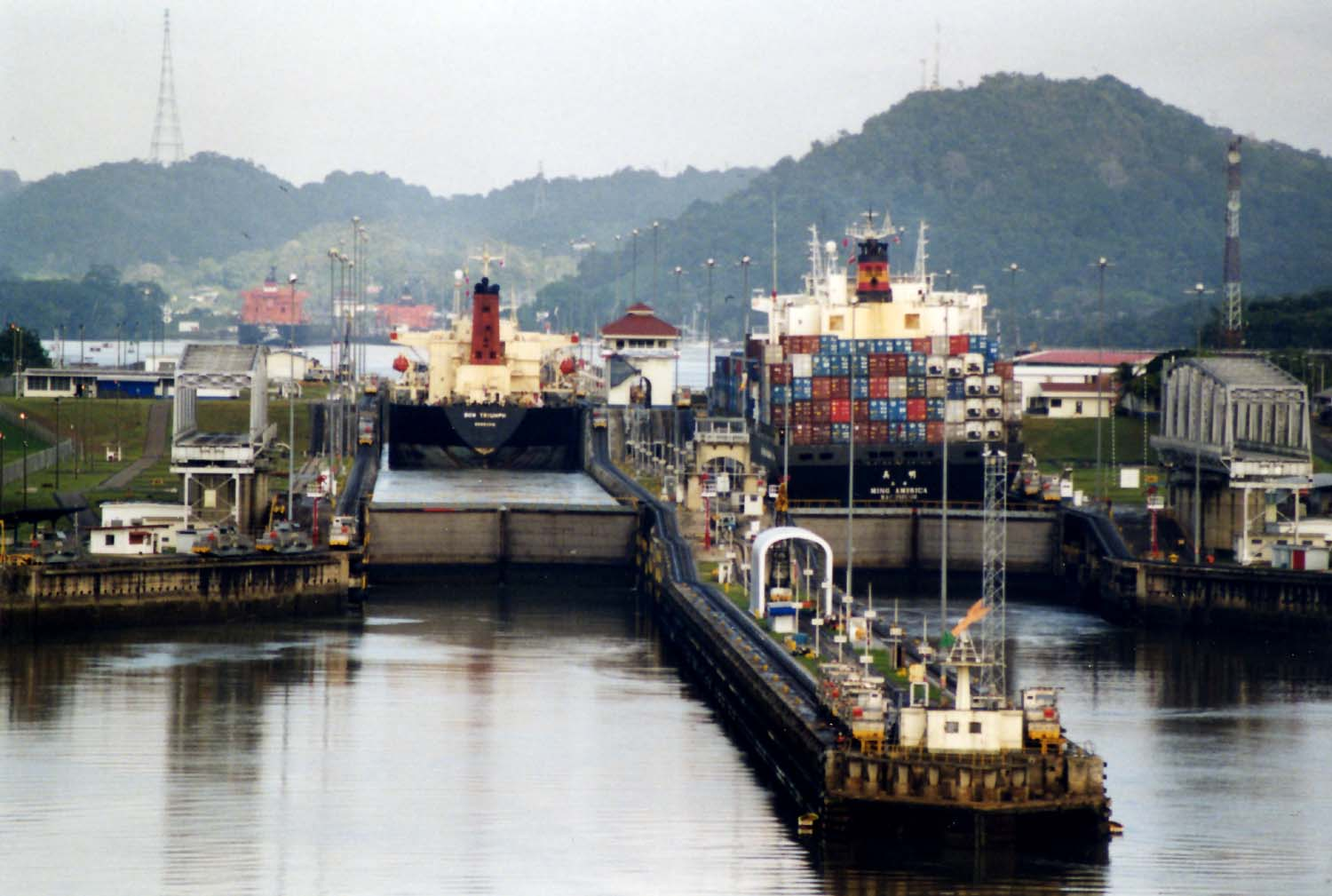
Ez a két hajó szinte érinti a Miraflores zsilip falait (2000-ben készült kép)

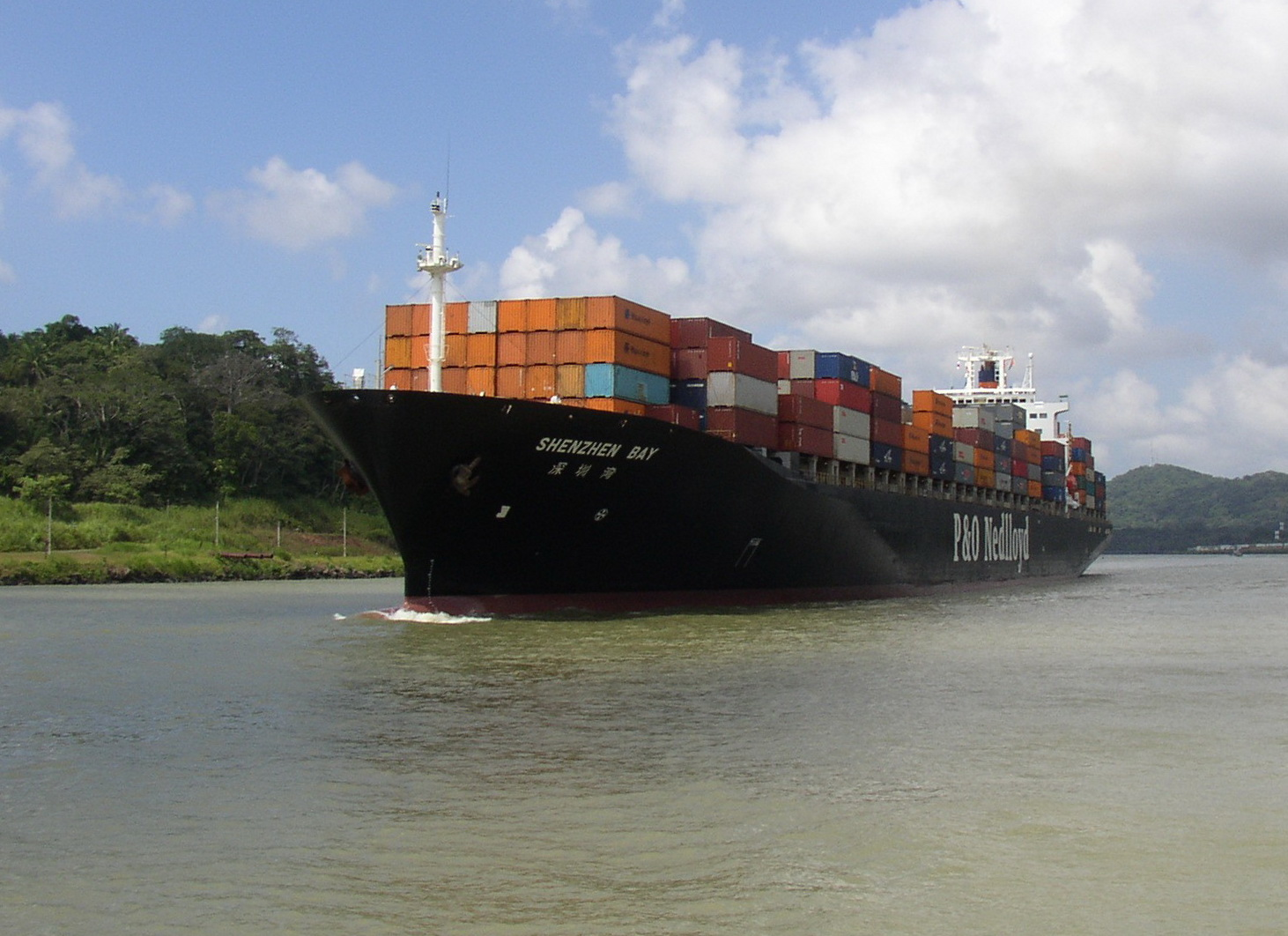
Panamax méretű kontérnerszállító

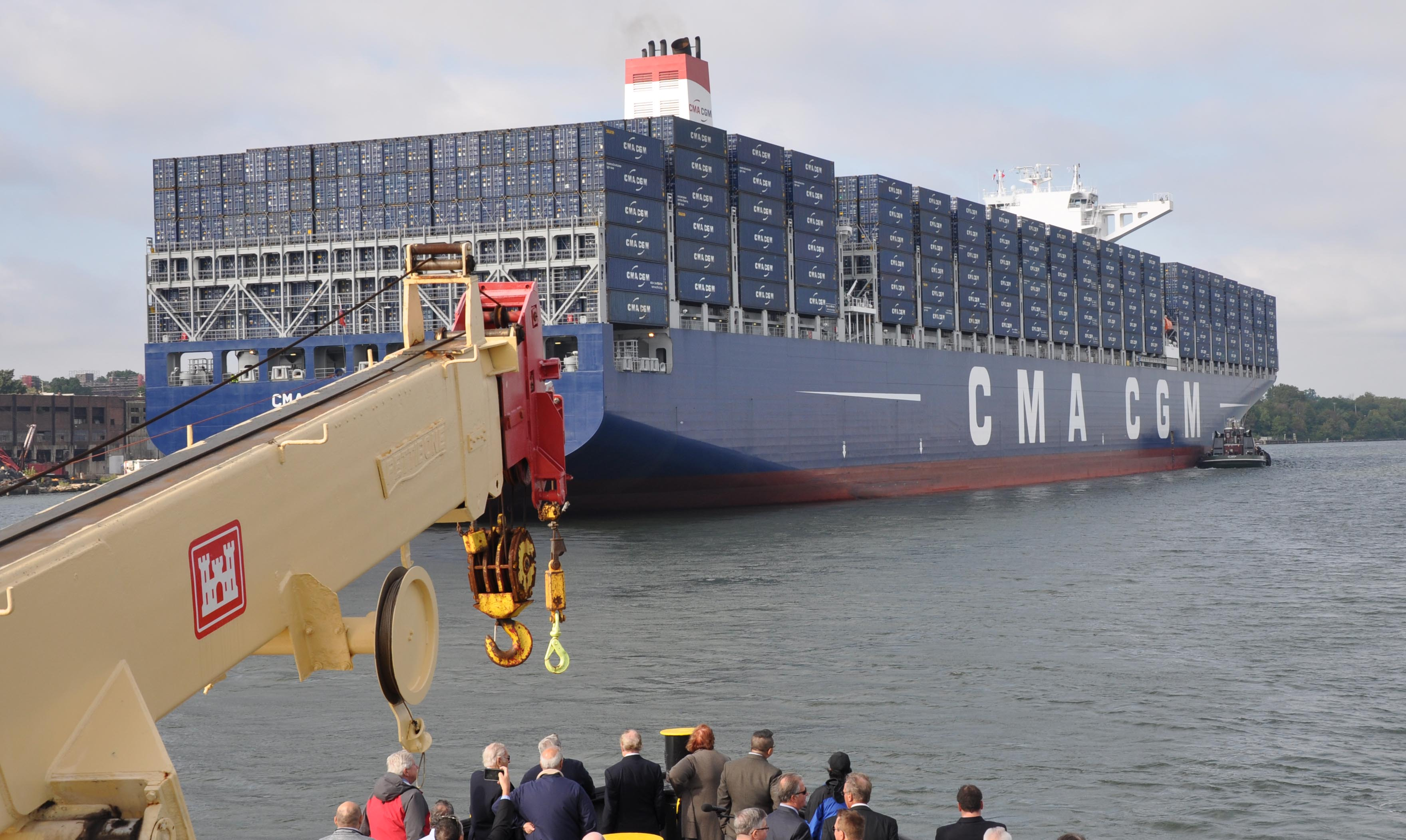
Új-Panamax méretű hajó

A Panamax fogalommal jelölték azt a legnagyobb méretet, amekkora hajók még képesek voltak áthaladni a Panama-csatornán annak 2016-os bővítése előtt. A bővítés után áthaladni képes nagyobb hajók maximális méretére az Új-Panamax (Neopanamax) fogalmat vezették be.
Az 1990-es évektől kezdve a növekvő világkereskedelmi igény, az 1996-ban megjelent Regina-Mærsk, később más hasonló típusú, a Panamax méretet meghaladó (úgynevezett Poszt-Panamax) hajók elterjedése (amelyek 2011-re már a világ teljes hajóflottájának 30%-át tették ki) kényszerítette ki a csatorna bővítését.
2016-tól kezdve a Panamax osztályú hajók kicsinek, elavultnak számítanak, ezért egyre kisebb igény jelentkezik rájuk, egyre olcsóbbak, sok pedig fémhulladékként végzi. A fontosabb, korábban csak Panamax-méretre szabott kikötőket (Baltimore, Charleston, New York, Miami, Savannah) is bővíteni kellett, hogy fogadni tudják az egyre jobban terjedő Új-Panamax osztályú járműveket.

## Méretek
A Panamax korlátait elsősorban a csatorna vízmélysége és három régi zsilipének kamrái határozták meg: ezek 33,53 méter szélesek, 320,04 méter hosszúak és 12,56 méter mélyek. A merülésnél, ahol figyelembe kell venni a víz sűrűségét is (ami elsősorban a hőmérsékletétől és a sótartalmától függ), a Gatún-tó alapértékeit (hőmérséklet: 29,1 °C, sűrűség: 995,4 kg/m³) figyelembe véve számolnak. Így a Panamax-méretek a következők:
| Méret     | Panamax (méter) | Új-Panamax (méter) |
| --------- | --------------- | ------------------ |
| Hosszúság | 289,56          | 366                |
| Szélesség | 32,31           | 49                 |
| Merülés   | 12,04           | 15,2               |

Szintén korlátozó tényező az 1962-ben a csatorna fölött megépült Amerikák hídja: a legalacsonyabb vízállás esetén ez a híd 62,5 méter magasságú járművek áthaladását engedi.
Szabványos hosszúságú (20 láb) fémkonténerből (TEU) a Panamax-osztályú hajókra kevesebb mint 5000 fér föl, míg az Új-Panamaxok kapacitása 12 000–13 000 TEU. (Az ilyen konténerek magassága nincs pontosan rögzítve, de általában 8 láb, térfogatuk általában 34 m³ (12 regisztertonna), a beléjük férő rakomány legfeljebb 21 600 kg.)